# اولین سنتی منتی
اولین سنتی منتی (انگلیسی: Primo Sentimenti; ۲۸ دسامبر ۱۹۲۶ – ۱۳ اکتبر ۲۰۱۶) بازیکن فوتبال اهل ایتالیا بود.
از باشگاه‌هایی که در آن بازی کرده‌است می‌توان به باشگاه فوتبال مودنا، باشگاه ورزشی لاتزیو، باشگاه فوتبال پارما، باشگاه فوتبال اودینزه، و باشگاه فوتبال باری اشاره کرد.